# Gare de Disentis/Mustér
La gare de Disentis/Mustér est une gare ferroviaire située sur le territoire de la commune suisse de Disentis/Mustér, dans le canton des Grisons. Elle est le terminus est de la ligne Furka-Oberalp du Matterhorn Gotthard Bahn et le terminus ouest de la ligne Reichenau-Tamins–Disentis/Mustér des Chemins de fer rhétiques.
La gare est située sur la rive sud de la rivière traversant le village.

## Situation ferroviaire
Établie à 1 145 mètres d'altitude, la gare de Disentis/Mustér est située au point kilométrique 96,974 de la ligne Furka-Oberalp et 72,88 de la ligne Reichenau-Tamins–Disentis/Mustér.
La gare est dotée de trois voies (outre les voies de service) et deux quais dont un latéral et un central, tous situés sous une marquise. Le bâtiment voyageurs sur le côté nord de la ligne et donne un accès direct au quai latéral, tandis que le quai central est accessible par un passage souterrain.

## Histoire
La gare de Disentis/Mustér a été mise en service le 1er août 1912 avec le tronçon d'Ilanz à Disentis de la ligne Reichenau-Tamins–Disentis/Mustér.
Depuis 1926, cette gare marque également la fin de la ligne Furka-Oberalp qui relie à Andermatt et Brigue via le col de l'Oberalp et le tunnel de base de la Furka. Depuis 1930, le train Glacier Express circule de Zermatt à Saint-Moritz, uniquement en été jusqu'à la mise en service du tunnel de base de la Furka en 1982.

## Service des voyageurs

### Accueil
Gare des RhB, desservie également par le MGB, elle est dotée d'un bâtiment voyageurs proposant un point de vente de titres de transport ainsi que des distributeurs automatiques de titres de transport. Elle est accessible aux personnes à mobilité réduite.

### Desserte
La gare est desservie par les chemins de fer rhétiques à hauteur d'un train RegioExpress par heure en provenance de Davos ou Scuol-Tarasp qui se transforment en trains Regio omnibus en provenance de Landquart ou Coire en début et fin de service. Le Matterhorn Gotthard Bahn assure un train Regio par heure  et par sens reliant Andermatt à Disentis/Mustér via le col de l'Oberalp. À ces services réguliers s'ajoutent, plusieurs fois par jour, le train Glacier Express qui relie Zermatt à Saint-Moritz et Davos Platz,.
- Zermatt – Brig Bahnhofplatz – Andermatt – Disentis/Mustér – Coire – Tiefencastel – Samedan – Saint-Moritz
- Disentis/Mustér - Trun - Ilanz - Reichenau-Tamins - Coire ( - Davos Platz / Landquart - Klosters-Platz - Scuol-Tarasp)
- Andermatt - Col de l'Oberalp - Sedrun - Disentis/Mustér

### Intermodalité
La gare de Disentis/Mustér est en correspondance avec plusieurs lignes d'autocars assurées par CarPostal, à savoir les lignes 481 à destination de Medel (Lucmagn) et du col du Lukmanier, 482 vers Cavardiras et 491, aussi appelée bus local de Disentis/Mustér.

## Galerie de photos

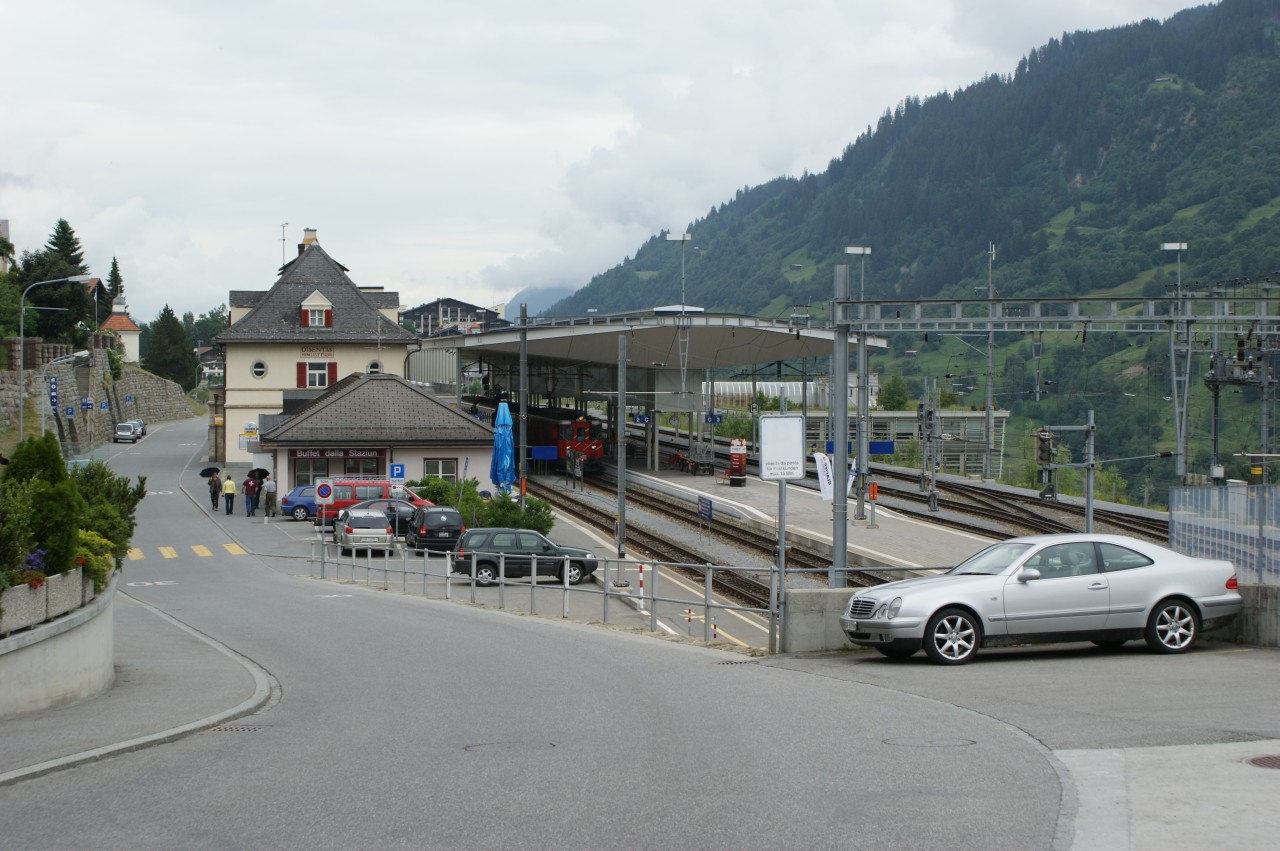
Le bâtiment voyageurs est visible à gauche des quais.
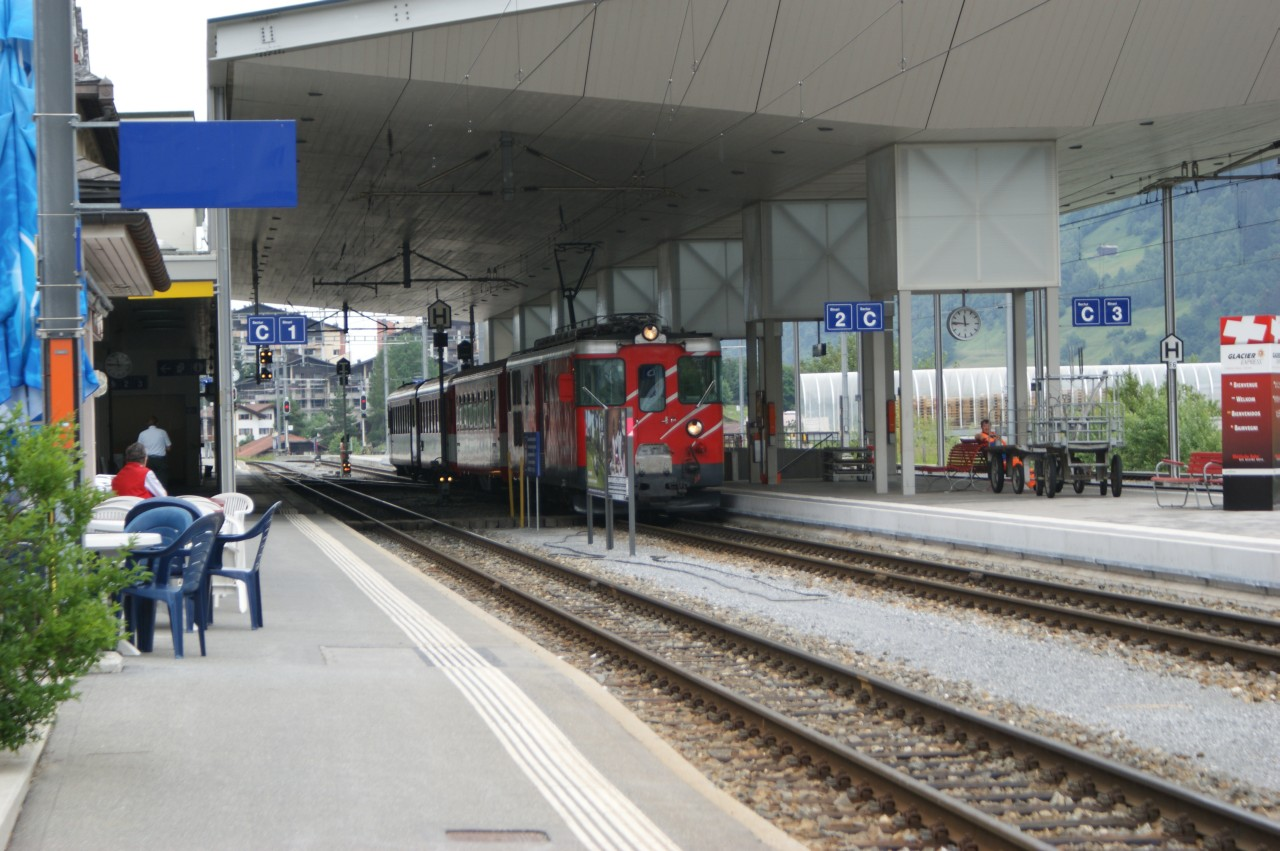
Les quais sous la halle.
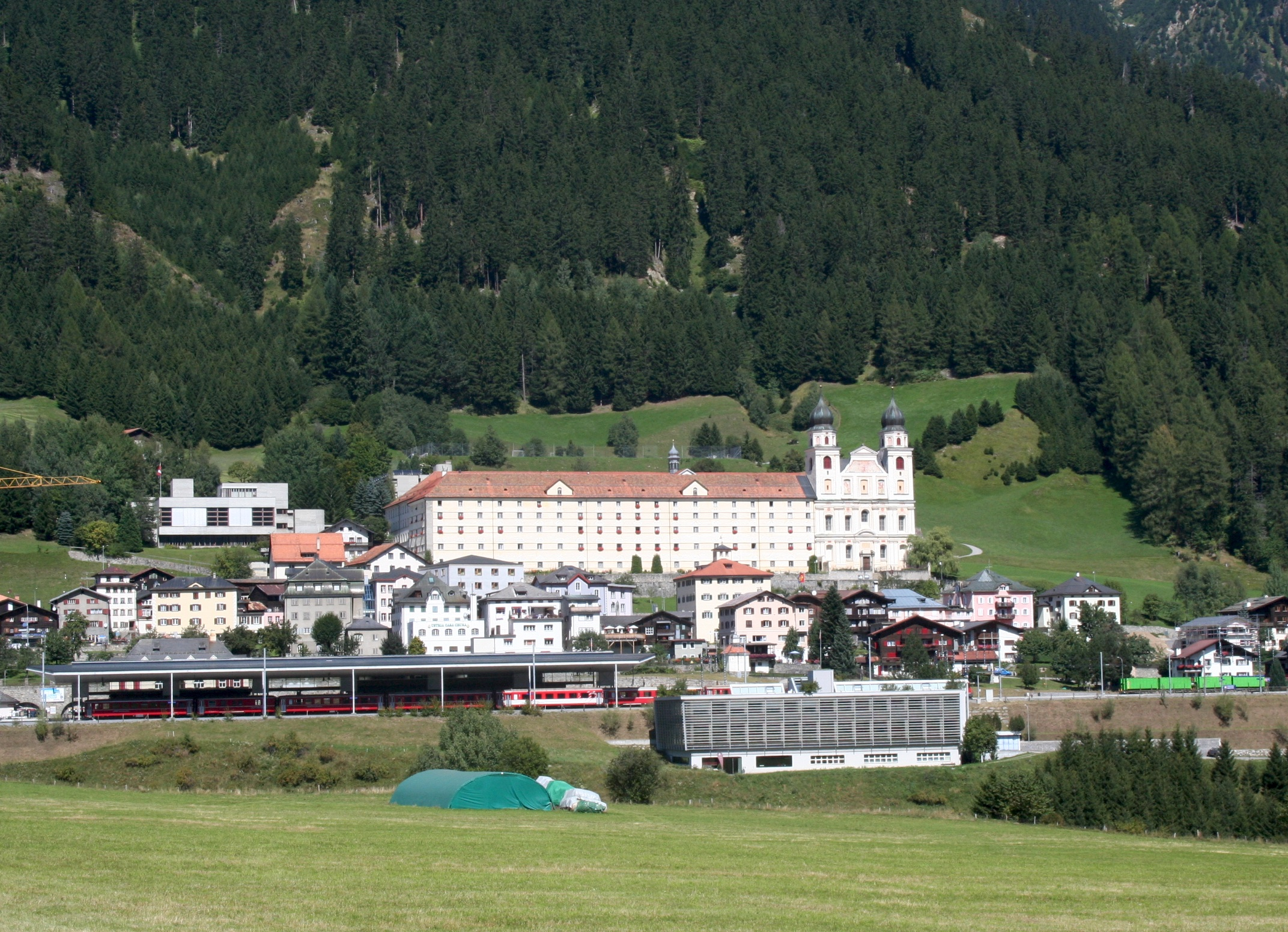
Vue complète de la gare.